# 1699 en musique classique
| \| • Retour à la chronologie générale de la musique classique • \| |
| Grèce • Rome • Haut Moyen Âge • VIIIe siècle • IXe siècle • Xe siècle • XIe siècle XIIe siècle • XIIIe siècle • XIVe siècle • XVe siècle • XVIe siècle • XVIIe siècle XVIIIe siècle • XIXe siècle • XXe siècle • XXIe siècle |
| • Retour à la chronologie générale de la musique classique • |

| Années en musique classique : 1696 - 1697 - 1698 - 1699 - 1700 - 1701 - 1702    |
| Décennies en musique classique : 1660 - 1670 - 1680 - 1690 - 1700 - 1710 - 1720 |

## Événements
- 28 février : première représentation du Carnaval de Venise, opéra-ballet d'André Campra.
- 25 mars : première représentation d'Amadis de Grèce, tragédie lyrique écrite par Antoine Houdar de la Motte et mise en musique par André Cardinal Destouches.
- Marthésie, première reine des Amazones, tragédie lyrique écrite par Antoine Houdar de la Motte et mise en musique par André Cardinal Destouches.

## Œuvres
- Sacrarum armoniarum flores, de Servaes de Koninck.
- Suonate a violino e violone o cimbalo, de Johannes Schenck.
- Livre d'orgue de Nicolas de Grigny.
- Premier livre de clavecin de Louis Marchand.

## Naissances

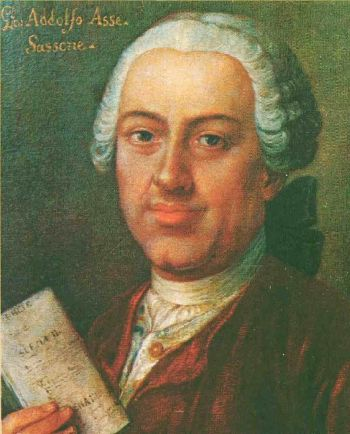
Johann Adolph Hasse

- 14 janvier : Jakob Adlung, organiste allemand († 5 juillet 1762).
- 25 mars : Johann Adolph Hasse, compositeur allemand († 23 décembre 1783).
- 3 avril : Jean-Baptiste-Antoine Forqueray, compositeur et gambiste français († 15 août 1782).
- 13 novembre : Jan Zach, compositeur tchèque († 24 mai 1773).
- 22 novembre : François de Chennevières, poète et librettiste français († 13 novembre 1779).
- 17 décembre : Charles-Louis Mion, compositeur français († 12 septembre 1775).

Date indéterminée :
- Juan Francés de Iribarren, compositeur espagnol († 2 septembre 1767).

## Décès

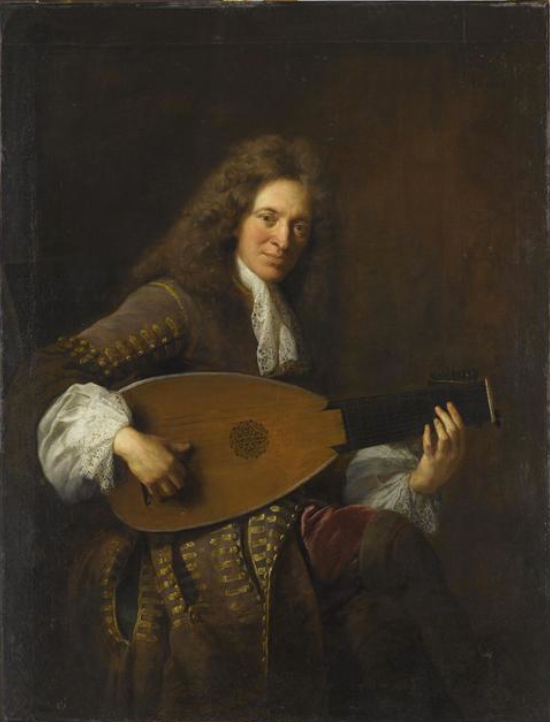
Charles Mouton

- 1er juin : Jean Rousseau, gambiste et théoricien de la musique français (° 1er octobre 1644).
- 28 décembre : Pierre Robert, compositeur français (° vers 1618).
- 31 décembre : Andreas Armsdorff, organiste et compositeur allemand (° 9 septembre 1670).

Date indéterminée :
- Charles Mouton, luthiste français (° vers 1626).